# 非易失性BIOS存儲器
非易失性BIOS存储器是指个人电脑主板上用于存储BIOS设置的小型存储器。传统上它又被称为CMOS RAM。CMOS RAM已被集成到南桥芯片组中，因而它已不是主板上的独立芯片，同時南桥也被集成到平台路徑控制器中。CMOS RAM的电池一般为CR2032锂钮扣电池。